# Aphidna
Aphidna (en grec ancien Ἄφιδναι / Áphidnai) est un dème de l'Athènes antique. C'est sous pression de Lysandre et sur proposition du prytane Dracontidès d'Aphidna que furent instaurés Les Trente en 404 av. J.-C.. C'est à Aphidna que Castor et Pollux récupérèrent leur sœur Hélène, enlevée par Thésée, amoureux et ne pouvant l'obtenir de ses parents et de ses frères, parce qu'elle n'avait pas atteint l'âge nubile.

## Sources
- Aristote, Constitution d'Athènes, XXXII sq. ;
- Xénophon, Helléniques [lire en ligne] (II, 3)